# René Lehuedé
René Javier Lehuedé Fuenzalida (Santiago, 17 de marzo de 1946) es un constructor civil y empresario chileno, exgerente general de los bancos de Chile y Bice.
Estudió en el Colegio del Verbo Divino de la capital, desde donde egresó en 1963. Posteriormente se incorporó a la Pontificia Universidad Católica de Chile, de la que obtuvo el título de constructor civil.
En diciembre de 1970 contrajo matrimonio con Virginia Laura Grob Fuchs, natural de La Unión, con quien tuvo cuatro hijos: Louis Philipe, Marie Michelle, Marie Pauline y Marie Virgina.
Arribó al sector bancario a comienzos de los años 1980, cuando le fue encargada la expansión de la red de sucursales del Banco de Chile. Su trabajo posibilitó que en 18 meses la entidad levantara cuarenta nuevos puntos.
Evaluaba reintegrarse al sector inmobiliario, del cual provenía, cuando la administración de entonces le ofreció sumarse a los quehaceres ligados directamente al negocio financiero. Esta decisión le permitió iniciar una larga carrera en la entidad, la que tendría como corolario su nombramiento como gerente general en el año 1999. Dejó este puesto tras la venta de la entidad por parte del grupo Penta y sus socios al grupo Luksic.
En 2002 se incorporó en el mismo cargo al Banco Bice, compañía ligada a la familia Matte.
En marzo de 2011 la entidad anunció su salida del puesto, la que se hizo efectiva el 27 de abril. Ese mismo mes asumió la presidencia de Puerto Lirquén, ligada a la misma familia.